# Леонід Зарецький (єпископ)
Леонід Зарецький (в миру Олександр Зарецький; 1802 — 1885) —  єпископ Катеринославський Відомства православного сповідання Російської імперії.

## Біографія
Народився 1802 в селі Ігумнове Калузької губернії в сім'ї священика.
Спочатку навчався в Калузькій духовній семінарії, потім 30 червня 1827 закінчив курс Санкт-Петербурзької духовної академії зі ступенем кандидата богослов'я і 5 вересня того ж року був пострижений у чернецтво; 6 вересня висвячений у сан ієродиякона, а 8 вересня - у сан ієромонаха і 22 вересня відправлений вчителем у Новгородську духовну семінарію з виконанням посади інспектора.
З 17 червня 1828 — інспектор і вчитель Смоленської духовної семінарії. З 24 грудня 1830 по 2 лютого 1832 виконував посаду ректора Смоленської духовної семінарії, а 6 квітня 1832 був затверджений на цій посаді з возведенням в сан архімандрита і призначенням настоятелем Смоленського Авраамієвого монастиря. Цього ж року визначено цензором проповідей, членом консисторії та благочинним Смоленського Троїцького, Вознесенського, Болдинського Троїцького та Юхнівського монастирів.
5 лютого 1836 переведений на посади ректора Могилівської духовної семінарії, настоятеля Братського Могилівського монастиря, члена Могилівської консисторії, цензора проповідей і деканату монастирів Орші, Полоцького Іоанна Хрестителя, Буйницького Могилева та Вознесенського Борколабовського.
В 1840 відряджений для умовляння старообрядців, що населяли Лаврентіївський і Микільський монастирі Могилівської єпархії.
10 січня 1843 хіротонізований на єпископа Староруського, вікарія Новгородської єпархії.
25 лютого 1850 переміщений єпископом Костромським і Галицьким.
З 19 серпня 1853 — єпископ Катеринославський і Таганрозький.
З 14 листопада 1864 звільнений на спокій у Московський Симонів монастир, а потім переміщений у Рязанський Ольгів Успенський монастир.
Помер 15 грудня 1885.